# جون كونواي (ملاكم)
جون كونواي (بالإنجليزية: John Conway)‏ (8 مارس 1968 - ) هو ملاكم نيوزلندي، صنّف ضمن فئة الوزن الثقيل الخفيف ‏.

## روابط خارجية
- جون كونواي (ملاكم) على موقع بوكس ريك (الإنجليزية) (registration required)